# Sandra Klemenschits
Ne pas confondre avec Daniela Klemenschits, sa sœur jumelle également joueuse de tennis.
Sandra Klemenschits, née le 13 novembre 1982, est une joueuse de tennis autrichienne, professionnelle de la fin des années 1990 à 2012.
Pendant sa carrière, elle a gagné un seul titre WTA, en double. Elle s'est sinon illustrée essentiellement sur le circuit ITF.
Elle est la sœur jumelle de Daniela, sa partenaire presque exclusive en double. Elles ont ensemble atteint la 95e place mondiale en 2005, soit le meilleur classement obtenu par une paire autrichienne.
Sandra Klemenschits se retire du circuit en janvier 2007 après qu'un cancer lui est diagnostiqué. La même maladie cause la mort de sa sœur Daniela en avril 2008.
En juillet 2008, Sandra reprend la compétition en double sur le circuit ITF.
En 2009, associée à Aravane Rezaï, elle entre pour la première fois dans un tableau principal d'un tournoi du Grand Chelem, le double dames de l'US Open de tennis.
En juillet 2013, elle gagne son premier titre WTA en double à Bad-Gastein, associée à Andreja Klepač.

## Palmarès

### Titre en double dames
| No | Date       | Nom et lieu du tournoi                | Catégorie | Dotation  | Surface      | Partenaire     | Finalistes                        | Score    |          |
| -- | ---------- | ------------------------------------- | --------- | --------- | ------------ | -------------- | --------------------------------- | -------- | -------- |
| 1  | 15-07-2013 | Nürnberger Gastein Ladies Bad Gastein | Intern'l  | 235 000 $ | Terre (ext.) | Andreja Klepač | Kristina Barrois Eléni Daniilídou | 6-1, 6-4 | Parcours |

### Finales en double dames
| No | Date       | Nom et lieu du tournoi        | Catégorie | Dotation  | Surface      | Vainqueures                       | Partenaire           | Score    |          |
| -- | ---------- | ----------------------------- | --------- | --------- | ------------ | --------------------------------- | -------------------- | -------- | -------- |
| 1  | 16-05-2005 | Istanbul Cup Istanbul         | Tier III  | 200 000 $ | Terre (ext.) | Marta Marrero Ant. Serra Zanetti  | Daniela Klemenschits | 6-4, 6-0 | Parcours |
| 2  | 18-04-2011 | GP Princesse Lalla Meryem Fès | Intern'l  | 220 000 $ | Terre (ext.) | Andrea Hlaváčková Renata Voráčová | Nina Bratchikova     | 6-3, 6-4 | Parcours |

## Parcours en Grand Chelem

### En simple
N'a jamais participé à un tableau final.

### En double dames
| Année | Open d'Australie              | Open d'Australie         | Internationaux de France      | Internationaux de France    | Wimbledon                     | Wimbledon                  | US Open                       | US Open                   |
| ----- | ----------------------------- | ------------------------ | ----------------------------- | --------------------------- | ----------------------------- | -------------------------- | ----------------------------- | ------------------------- |
| 2009  | -                             | -                        | -                             | -                           | -                             | -                          | 1er tour (1/32) Aravane Rezaï | D. Hantuchová Ai Sugiyama |
| 2011  | -                             | -                        | 1er tour (1/32) R. Oprandi    | Mirjana Lučić Aravane Rezaï | 1er tour (1/32) Tamira Paszek | D. Hantuchová A. Radwańska | -                             | -                         |
| 2013  | -                             | -                        | -                             | -                           | 2e tour (1/16) R. Oprandi     | Raquel Kops A. Spears      | 2e tour (1/16) A. Klepač      | A. Hlaváčková L. Hradecká |
| 2014  | 1er tour (1/32) Y. Meusburger | Vania King G. Voskoboeva | 1er tour (1/32) Y. Meusburger | Raquel Kops A. Spears       | 1er tour (1/32) Raluca Olaru  | K. Koukalová M. Niculescu  | -                             | -                         |

Sous le résultat, la partenaire ; à droite, l’ultime équipe adverse.

## Parcours en «Premier Mandatory» et «Premier 5»
Découlant d'une réforme du circuit WTA inaugurée en 2009, les tournois WTA « Premier Mandatory » et « Premier 5 » constituent les catégories d'épreuves les plus prestigieuses, après les quatre levées du Grand Chelem.

### En double dames
| 2013 |   |   |   |   |   |   |   |  |  |                                                                                   |   |   |                                                                          |   |   |   |   |  |  |
| —    | — | — | — | — | — | — | — |  |  | 1er tour (1/16) Jugić-Salkić \|\| style="text-align:left;" \| Naydenova Schiavone | — | — | 2e tour (1/8) Savchuk \|\| style="text-align:left;" \| Dabrowski Fichman | — | — | — | — |  |  |
| 2014 |   |   |   |   |   |   |   |  |  |                                                                                   |   |   |                                                                          |   |   |   |   |  |  |
|      |   |   |   |   |   |   |   |  |  | 1er tour (1/16) Olaru \|\| style="text-align:left;" \| Chan Huber                 |   |   |                                                                          |   |   |   |   |  |  |

N.B. : le nom de la partenaire se trouve sous le résultat ; les noms des ultimes adversaires se trouvent à droite.

## Parcours en Fed Cup
| #                                                                 | Date       | Lieu       | Surface      | Gagnante(s)                              | Perdante(s)                              | Score    |          |
|                                                                   |            |            |              |                                          |                                          |          |          |
| 2005 - 1/4 de finale (groupe mondial) - Autriche - France - 1 : 4 |            |            |              |                                          |                                          |          |          |
| 1                                                                 | 23/04/2005 | Pörtschach | Terre (ext.) | Nathalie Dechy Virginie Razzano          | Daniela Klemenschits Sandra Klemenschits | 6-4, 7-5 | Parcours |
|                                                                   |            |            |              |                                          |                                          |          |          |
| 2005 - Barrage (groupe mondial I) - Suisse - Autriche - 1 : 4     |            |            |              |                                          |                                          |          |          |
| 2                                                                 | 09/07/2005 | Lausanne   | Terre (ext.) | Daniela Klemenschits Sandra Klemenschits | Stefanie Vögele Gaelle Widmer            | 6-0, 6-2 | Parcours |

## Classements WTA en fin de saison

### En simple
| Année | 1999 | 2000 | 2001 | 2002 | 2003 | 2004 | 2005 |
| Rang  | 737  | 396  | 324  | 476  | 381  | 479  | 707  |

Source : (en) « Classements de Sandra Klemenschits », sur le site officiel du WTA Tour

### En double
| Année | 1999 | 2000 | 2001 | 2002 | 2003 | 2004 | 2005 | 2006 | 2007 | 2008 | 2009 | 2010 | 2011 | 2012 | 2013 | 2014 | 2015 |
| Rang  | 748  | 429  | 232  | 280  | 184  | 183  | 100  | 190  | 719  | 401  | 93   | 111  | 80   | 97   | 61   | 147  | 179  |

Source : (en) « Classements de Sandra Klemenschits », sur le site officiel du WTA Tour